# Pyrausta nigralis
Pyrausta nigralis là một loài bướm đêm trong họ Crambidae.